# Abdul Shamsid-Deen
Abdul Shamsid-Deen, né le 1er août 1968, à New York, dans l'État de New York, est un ancien joueur américain de basket-ball. Il évolue au poste de pivot. 

## Palmarès
- Champion d'Allemagne 1994 et 1995